# Ołeksandr Mełaszczenko
Ołeksandr Petrowycz Mełaszczenko, ukr. Олександр Петрович Мелащенко, ros. Александр Петрович Мелащенко, Aleksandr Pietrowicz Miełaszczenko (ur. 13 grudnia 1978 w Połtawie, Ukraińska SRR) – ukraiński piłkarz grający na pozycji napastnika, reprezentant Ukrainy.

## Kariera piłkarska

### Kariera klubowa
Karierę piłkarską rozpoczął w miejscowej Worskle Połtawa. Najpierw występował w drugiej drużynie, a potem trafił do podstawowej jedenastki. W 2001 został zaproszony do Dynama Kijów, z którym zdobył Mistrzostwo Ukrainy w sezonach 2000/01 i 2002/03 oraz krajowy puchar w sezonie Puchar Ukrainy w piłce nożnej 2002/2003. Po kontuzji nie potrafił zagrać tak jak na początku występów w Dynamie, coraz częściej występował w drugiej drużynie Dynama. W 2003 przeszedł do Dnipra Dniepropietrowsk. Też nie błyszczał strzeleckimi umiejętnościami, dlatego w 2007 został wypożyczony do klubu Krywbas Krzywy Róg. W grudniu 2009 zakończył się kontrakt z piłkarzem, a już w marcu 2010 został piłkarzem Metałurha Zaporoże, barw którego bronił do maja 2010. W czerwcu 2010 został piłkarzem amatorskiej drużyny Nowe Żyttia Andrijiwka, występującej w mistrzostwach obwodu połtawskiego.

### Kariera reprezentacyjna
25 marca 1995 zadebiutował w reprezentacji Ukrainy w spotkaniu towarzyskim z Gruzją zremisowanym 0:0. Łącznie rozegrał 16 gier reprezentacyjnych, strzelił 3 bramki.

## Nagrody i odznaczenia
W 2001 został wybrany trzecim piłkarzem roku na Ukrainie.